# Халали, Салим
Салим Халали или Салим Хилали (имя при рождении Симон Халили; 30 июля 1920, Аннаба, Алжир — 25 июня 2005) — алжирский певец, исполнитель алжирской, арабской андалузской классической музыки. Он был поп-певцом, а не профессиональным исполнителем традиционной арабо-андалузской музыки. Многие из его песен остаются популярными в Северной Африке и среди еврейских и арабских североафриканских общин во Франции, где он является «культовой фигурой французско-арабского кабаре».

## Биография

### Ранний период жизни
Салим Халали родился 30 июля 1920 года в Боне (Аннаба), в Алжире, в семье, родом из Сук-Ахраса. Его отец был турецкого происхождения, а мать еврейско-берберского происхождения.

### Личная жизнь
Халали был открытым геем.
Том Коэн, главный дирижёр и художественный руководитель Средиземноморского оркестра Ашкелона, подытожил жизнь и влияние Халали таким образом:
Этот человек был загадкой. Гомосексуал в окружении женщин, откровенный антисионист, приехавший в Израиль. В музыкальном плане он был разнообразен, и был наделен большим количеством таланта. С одной стороны, его стиль исполнения было по сути арабским. С другой стороны, он соответствует стилям, которые были на западе. В глубине души он был поп-певцом, который выступал в кафе и на свадьбах.

### Смерть
Халали скончался в больнице в Антибе 25 июня 2005 года. В соответствии с его последними пожеланиями его прах был развеян в саду памяти в крематории в Ницце.

## Карьера
В 1934 году Салим спрятался на корабле, направлявшемся в Марсель, и достиг Парижа в 1937 году, где он стал успешным певцом в парижских клубах фламенко и встретился с художником алжирского мюзик-холла Мохамедом эль Камелем, который написал первые песни Халали. В последующие годы Мохамед Игербушен написал для него пятьдесят песен. В 1938 Халали совершил тур по Европе, и его записи фламенко на арабском языке стали успешными в Северной Африке. Среди других его успехов — песни «Al ain Zarga» («Голубые глаза»), Mahenni zine («Красота беспокоила меня»), «Habibti samra» («У моей возлюбленной темная кожа») и «Allala illali».
Во время немецкой оккупации Франции Си Каддуру Бенгхабриту, основателю Парижской соборной мечети, удалось скрыть еврейские корни Салима, предоставив ему фальшивое свидетельство о рождении где было указано, что он мусульманин и выгравировать имя его отца на надгробии безымянной могилы на мусульманском кладбище в Бобиньи (Сен-Сен-Дени). Халали выступал в мавританском кафе мечети вместе с такими артистами, как Али Срити и Ибрагим Салах. После войны он возобновил свою успешную исполнительскую карьеру и заслужил восхищение египетской певицы Умм Кульсум.
В 1947 году Халали открыл ближневосточное кабаре Folies Ismailia в парижском отеле, принадлежавшем Фердинанду де Лессепсу, расположенному на Авеню Монтень в одном из лучших районов города. В 1948 году он создал второй клуб кабаре The Serail на улице Rue du Colisée. В 1949 году он переехал в Марокко, купил старое кафе в Маарифе, космополитическом квартале Касабланки, и превратил его в престижное кабаре Le Coq d’Or. Его посещали богатые марокканцы и высокопоставленные лица, в том числе король Египта Фарук. После того, как Le Coq d’Or был уничтожен в результате пожара, Салим вернулся во Францию и жил в Каннах в начале 1960-х годов. В конце 1960-х он записал версию американского хита 1925 года в водевиле в США, песни «My Yiddishe Momme» на арабском языке. Он выступал в Иерусалиме в 1960-х годах и говорил по-арабски со сцены «Да здравствует арабская нация», чем вызвал негатив. Ему пришлось покинуть сцену и больше никогда не посещать Израиль. Он не скрывал, что был геем и открыто жил со своим партнером Пьером ещё в 1949 году.
Его карьера достигла переломного момента, когда он выпустил пластинку на французском языке и выступил в Salle Pleyel в Париже в начале 1970 года. Позже он дал дополнительные концерты в Париже, Монреале и Касабланке. Несмотря на все свои успехи, Халали решил уйти со сцены и поселиться в Каннах, где он был известен тем, что устраивал роскошные вечеринки на своей вилле. Он продолжал выступать на частных вечеринках ещё в 1992 году. В 1993 году продал свою виллу Сент-Чарльз на улице Сент-Чарльз в Каннах, и далее жил в полной анонимности в доме престарелых в Валлорисе.
На протяжении всей своей карьеры он также был признан виртуозным игроком на дарбуке.
Его записи пользуются новым успехом благодаря возрождению интереса к еврейско-арабскому музыкальному репертуару с последних лет 20-го века.

## В культуре
Салим Халали стал прототипом одного из главных героев фильма «Свободные люди» режиссёра Исмаила Феррухи, вышедшего в 2011 году. Его играет Махмуд Шалаби, израильский палестинец, который выучил французский язык, чтобы сыграть эту роль.